# Y-Motor

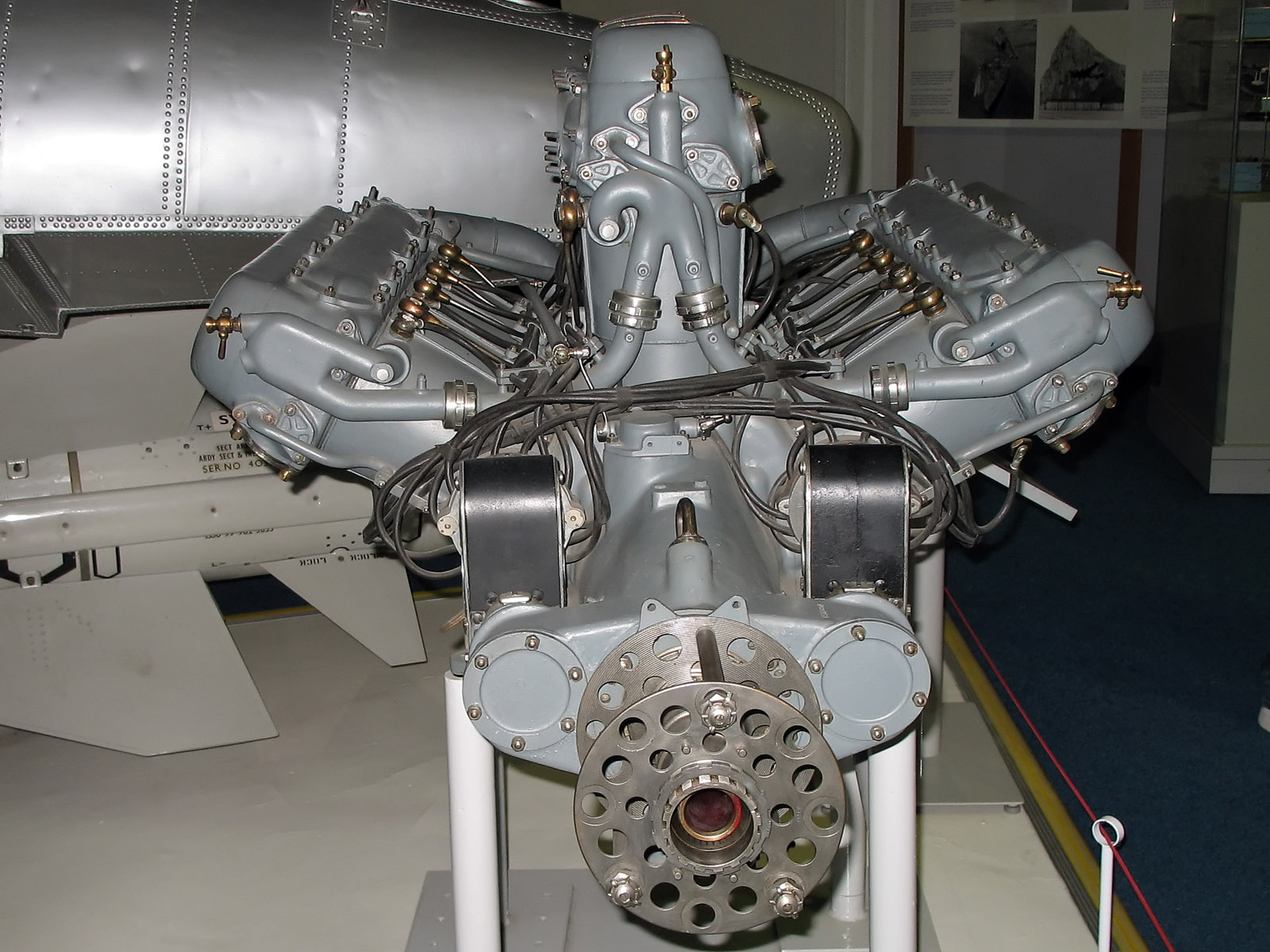
Napier Lion VII

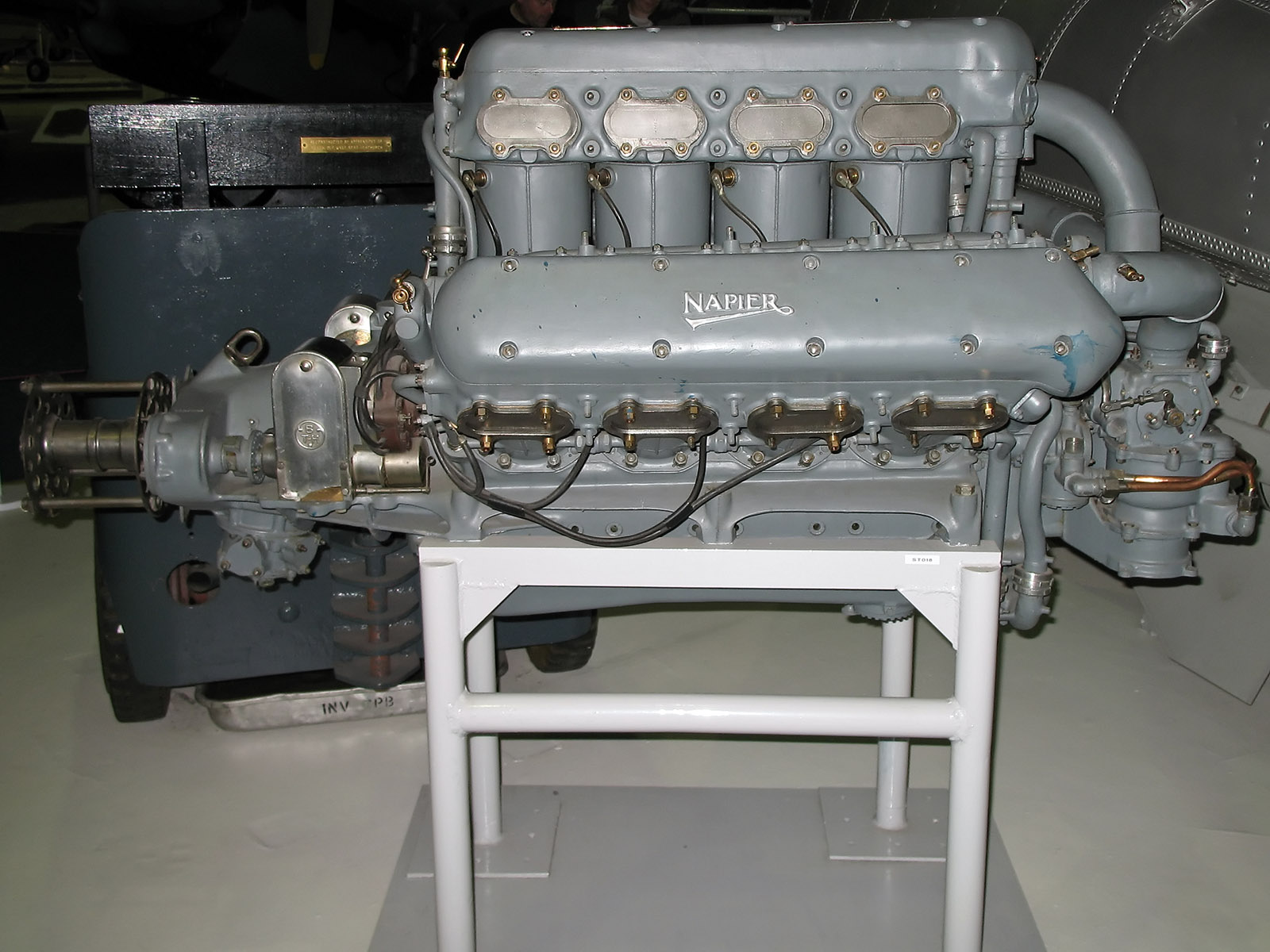
Napier Lion VII

60°/60° Y-Motor

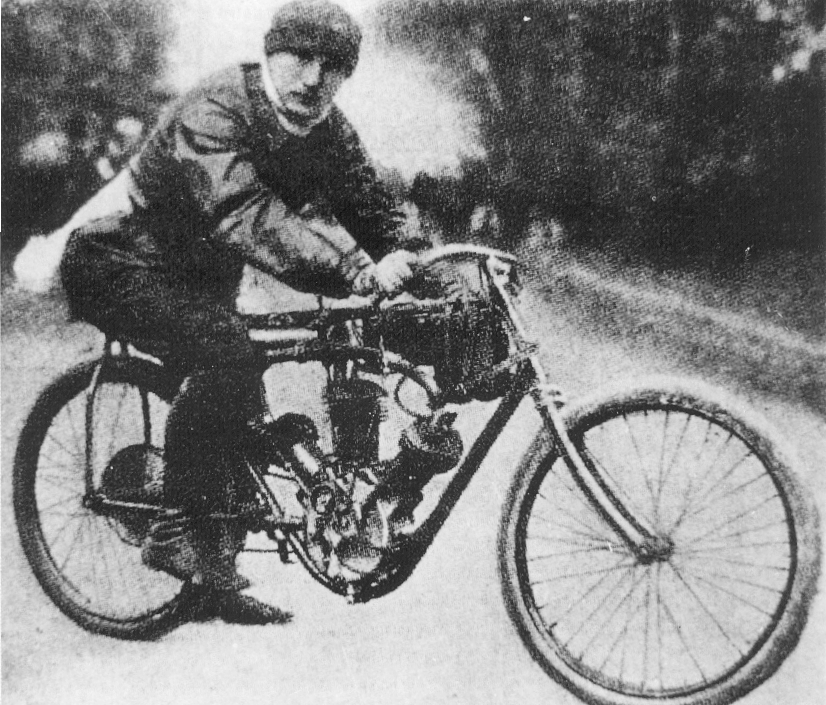
Motorrad mit Y-Motor

Ein Y-Motor ist ein Hubkolbenmotor, bei dem drei Zylinder oder Zylinderreihen in (üblicherweise) gleichen Winkeln um die Kurbelwelle angeordnet sind (z. B. 40°/40° zwischen den einzelnen Zylinderbänken).
Symmetrische Y-Motoren (also 120°/120°/120°) sind besser unter Sternmotoren einzuordnen.
Oft wird der Y-Motor auch als W-Motor bezeichnet. Die Volkswagen AG bezeichnet mehrere unterschiedliche Motorenkonzepte, die auf Doppel-VR-Motoren fundieren, allerdings ebenfalls als W-Motor.
Beispiele für klassische W-Motoren mit drei Zylinderreihen in gleichen Winkeln (Y-Motoren) sind der Motorrad-Rennmotor des französischen Motorrad-Herstellers Alcyon von 1904. Bei ihm hatten die drei Zylinder einen Winkel von jeweils 45° zueinander.
Doch auch der Volkswagen-Konzern baute derartige Motoren: Der 60°/60°-Y12-Motor des Audi Supersportwagen-Prototyps „Avus Quattro“ und der 60°/60°-Y18-Motor von Bugatti.
Andere Beispiele sind der zwölfzylindrige Napier Lion mit 60°/60°-Zylinderbankwinkeln, die Y18-Motoren von Isotta Fraschini (Asso 750 und Asso 1000) sowie von CRM Spa Motori Marini (18 D/SS BR-2 mit 40°/40°-Zylinderbankwinkeln und 2100 PS) und der 60°/60°-Y12-Formel-1-Motor von Guy Nègre (siehe W-Motor).